# Venø Bugt
Venø Bugt är en vik i Danmark. Den ligger i Region Mittjylland, i den nordvästra delen av landet. Viken är en del av Limfjorden.